# Edgeworth David
Sir Tannatt William Edgeworth David (St Fagans, 28 gennaio 1858 – Sydney, 28 agosto 1934) è stato un geologo ed esploratore gallese naturalizzato australiano.

## Attività scientifica
Nato a St Fagans, in Galles, emigra in Australia per lavorare come assistente geologo dove si occupa della classificazione dei giacimenti di carbone della valle del fiume Hunter. È professore di geologia all'università di Sydney dal 1891 al 1924.
Nel 1907 prende parte alla spedizione Nimrod di Ernest Shackleton in Antartide dove dirige la prima scalata del monte Erebus sull'isola di Ross e comanda la prima spedizione che raggiunge il Polo Sud magnetico.

## Vita militare
A 57 anni si arruola come maggiore e prende parte alla prima guerra mondiale dove fonda il corpo degli zappatori australiani.

## Riconoscimenti
Nel 1900 entra nella Royal Society, è stato inoltre insignito dell'Ordine dell'Impero Britannico (1920) e del Distinguished Service Order.
La New South Wales Geographical Society gli ha intitolato la Edgeworth David Medal.
A lui è dedicato il minerale davidite.